# Gabelbach (Ilm)
Der Gabelbach ist ein über drei Kilometer langer rechter Nebenfluss der Ilm in Ilmenau im thüringischen Ilm-Kreis.

## Verlauf
Er  entspringt am Gabelsbachkopf auf der Herzogröder Wiese. Das Tal wird im Osten vom Lindenberg und im Westen vom Kickelhahn begrenzt. Im oberen Abschnitt des Tals liegen das Jagdhaus Gabelbach, ein Waldsitz, der den Herzögen bei der Jagd als Quartier diente und das Berghotel Gabelbach. Der Bach schlängelt sich durch das Gabelbachtal. An seinem Unterlauf speist er die Ritzebühler Teiche und fließt  anschließend, in seinem letzten Abschnitt teilweise verrohrt, durch das Ilmenauer Kurviertel. Nach einem Lauf von 3,48 Kilometern mündet er an der Tannenbrücke in  Ilmenau in die Ilm.

## Sonstiges
Dort, am Hang des Lindenberges befinden sich in relativ schneesicherer Lage die Wintersportanlagen der Stadt Ilmenau. Neben einer  nicht mehr nutzbaren Sprungschanze, einer Eisstockanlage, dem alpinen Hang mit Skilift, endete hier die ehemalige Ilmenauer Bobrennbahn. Etwas unterhalb dieser  Anlagen befindet sich ein Tennisplatz.
Durch das Tal führt die ehemalige Frauenwälder Straße, die Teil des alten Handelsweges Erfurt–Nürnberg, des Frankenweges war, nachdem dieser um 1324 durch Ilmenau verlegt wurde, am Endleich- oder Frauenwälder Tor Ilmenau verließ und an der Tannenbrücke die Ilm überquerte.
Heute verbindet diese Höhenstraße Ilmenau mit Neustadt am Rennsteig und Stützerbach. Ab dem Dreiherrnstein verläuft sie direkt auf dem  Thüringer Höhenweg Rennsteig. In den 1920er- und 1930er-Jahren fanden auf dem ersten Teil dieser Straße die sog. Gabelbachrennen statt. Seit Ende der 1980er-Jahre findet im Rahmen der Thüringer Radwanderwoche jährlich am Sonntag nach Himmelfahrt ein Bergzeitfahren statt.

## Namensherkunft
Hergeleitet wird der Name vom althochdeutschen gabala bzw. dem mittelhochdeutschen gabele (Gabel). Vermutlich wird dabei auf den gabelartigen Wasserlauf angespielt.